# Shenavan (Lori)
Shenavan (in armeno Շենավան?) è un comune di 475 abitanti (2001) della Provincia di Lori in Armenia.